# Sedef Avcı
Sedef Avcı (Istanbul, 22. siječnja, 1982.)  je turska glumica i model. Sudjelovala je u mnogim televizijskim reklamama.
Poznata je po ulozi Bahar Tezcan u seriji Ezelu te kao Menekşe Doğantürk u seriji Bijeg.

## Životopis
Sedef je ranoj mladosti dvaput pobijedila na izborima ljepote. Izabrana je za Eliteov model 1997. godine u Turskoj, a 2001. godine svoju je zemlju predstavljala na svjetskom izboru za Miss Universe u Portoriku. Osim glume diplomirala je i ekonomiju.
Glumačku afirmaciju ponajviše je ostvarila ulogom Bahar, Ejšanine sestre u TV serijalu “Ezel”. 
Svoj stas i izgled Sedef duguje i bosanskim korijenima. Esad Bajramović, djed s majčine strane, u Tursku je stigao iz Sarajeva za vrijeme Drugog svjetskog rata. Zemlju svojih predaka posjetila je tijekom snimanja, u svibnju 2008. godine. Posljednja epizoda serije Bijeg tri se dana snimala u Mostaru. 

## Osobni život
Sedef je u braku s glumcem Kivançom Kasabalijem. 

## Filmografija

### Televizijske uloge
| Godina       | Naslov                                                 | Uloga             |
| ------------ | ------------------------------------------------------ | ----------------- |
| 1997 - 2003. | Bit će ovako                                           | Deniz             |
| 2005 – 2006. | Burn čahura                                            | Balım             |
| 2007 - 2008. | Bijeg                                                  | Menekşe Doğantürk |
| 2008.        | Kad lišće pada                                         | Selin             |
| 2009.        | Ezel                                                   | Bahar Tezcan      |
| 2010.        | Umut Yolcuları                                         | Aslı              |
| 2011.        | Mazi Kalbimde Yaradır                                  | Müjgan            |
| 2012.        | Esir Şehrin Gözyaşları - Bir Ferhat ile Şirin Hikayesi |                   |

### Filmske uloge
| Godina | Naslov          | Uloga  |
| ------ | --------------- | ------ |
| 2008.  | Hayattan Korkma | Kardem |
| 2009.  | Romantik Komedi | Esra   |